# Trench 10" Triplet EP
Trench 10" Triplet EP è il settimo EP del gruppo musicale statunitense Twenty One Pilots, pubblicato il 5 ottobre 2018 dalla Fueled by Ramen.

## Descrizione
Il disco in vinile da 10" è stato stampato in sole 40 000 copie e reso disponibile sia per l'acquisto singolo che insieme al preordine per il quinto album in studio del gruppo, Trench, e contiene i primi tre singoli da esso estratto nel corso dell'estate 2018.

## Tracce
Testi e musiche di Tyler Joseph, eccetto dove indicato.
Lato A
1. Jumpsuit – 3:58
2. Levitate – 2:25 (Tyler Joseph, Paul Meany)

Lato B
1. Nico and the Niners – 3:47

## Formazione
Twenty One Pilots
- Tyler Joseph – voce, chitarra, ukulele, basso, tastiera, programmazione
- Josh Dun – batteria, percussioni, tromba

Produzione
- Tyler Joseph – produzione (eccetto traccia 2), coproduzione (traccia 2), produzione esecutiva
- Paul Meany – coproduzione (eccetto traccia 2), produzione (traccia 2)
- Chris Woltman – produzione esecutiva
- John Meyer – tecnico batteria
- Darrell Thorp – ingegneria del suono
- Rouble Kapoor – ingegneria del suono
- Adam Hawkins – missaggio
- Chris Gehringer – mastering